# Гара, Тиция
Тиция Гара (венг. Gara Tícia; род. 25 октября 1984, Будапешт) — венгерская шахматистка, гроссмейстер среди женщин (2002).

## Биография
Три раза побеждала на юношеских чемпионатах Венгрии: в 1994 году в возрастной категории U10, в 1997 году в возрастной категории U14 и в 1998 году в возрастной категории U14. Многократно представляла Венгрию на юношеских чемпионатах Европы по шахматам и юношеских чемпионатов мира по шахматам в различных возрастных категориях, в которых завоевала четыре медали: серебро (юношеский чемпионат Европы 1998 года в возрастной категории U14) и три бронзовые (юношеский чемпионат Европы 1994 года в возрастной категории U10, юношеский чемпионат Европы 1995 года в возрастной категории U12, юношеский чемпионат мира 1998 года в возрастной категории U14). Два раза была второй в командном зачете на командном чемпионате Европы в возрастной категории U18 (2000, 2001).
Два раза побеждала на женских чемпионатах Венгрии по шахматам (2006, 2007).
В 2001 году поделила второе место на Будапештском международном шахматном турнире «Budapest Spring». В 2002 году поделила второе место на Будапештском международном шахматном турнире «First Saturday IM A». В 2015 году месте с Сидонией Вайдой и Иветой Райлих поделила первое место на Будапештском международном шахматном турнире «International Women Spring Chess Festival».
Представляла Венгрию на четырёх шахматных олимпиадах (2010—2016) и на шести командных чемпионатах Европы по шахматам (2001, 2007—2015).
Сестра Тиции Анита — тоже женский шахматный гроссмейстер.